# Grammatisk kategori

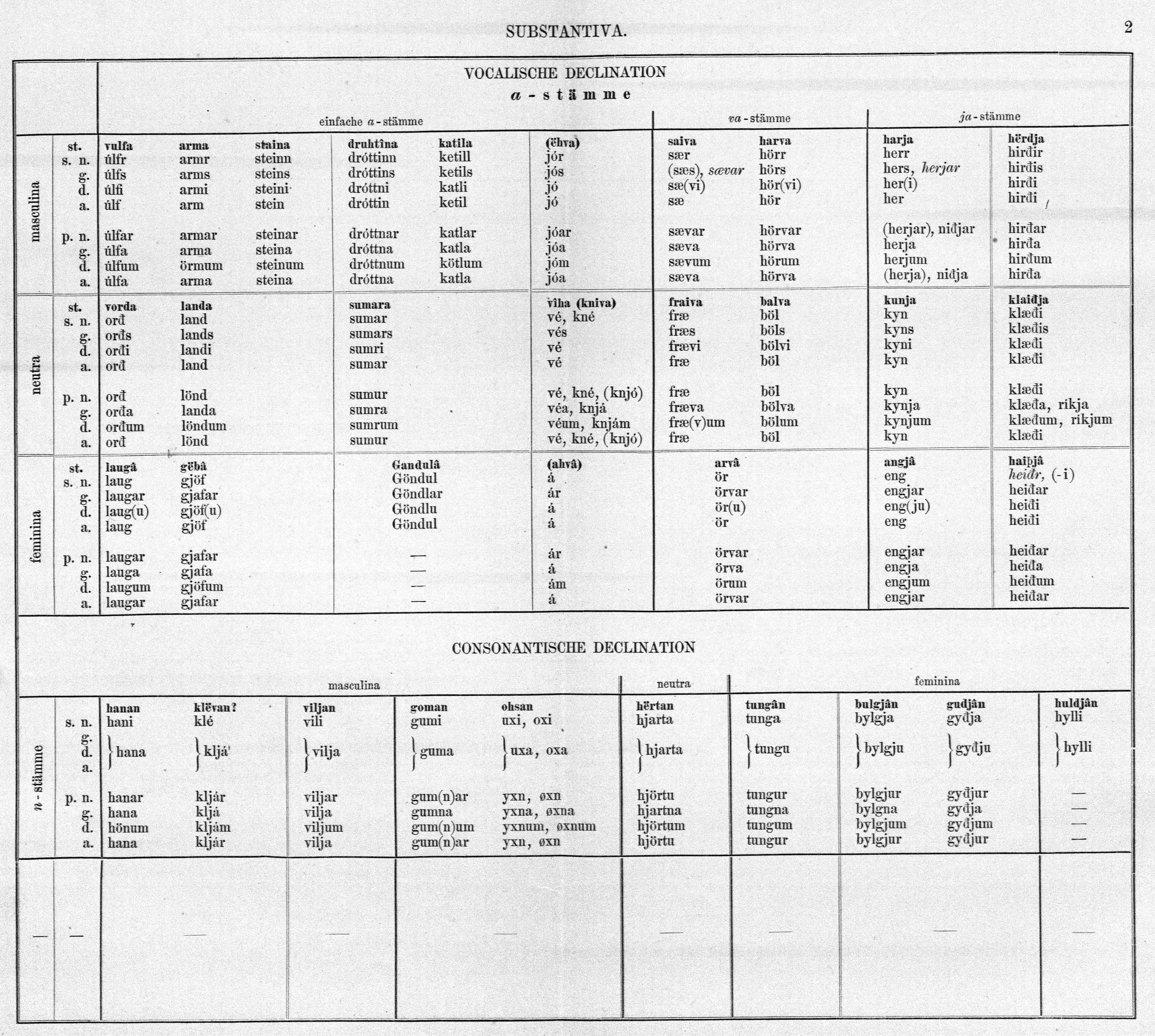
Att lära sig ett annat språks formlära – som kasus i fornisländska substantiv ovan – kan för nybörjaren synas som ett tröstlöst tragglande av tabeller. Men begreppet grammatisk kategori kan hjälpa till att ge en överblick över vilka grammatiska idéer studenten behöver behärska.

Grammatisk kategori är ett språkvetenskapligt begrepp som används inom grammatiken för att beskriva vilka slags information som ett visst språk lägger till hos ett ord i en viss ordklass genom ordböjning och liknande grammatiska medel, utan att ändra ordets grundbetydelse. Till exempel kan ett svenskt substantiv ha en entalsform (singularis) eller flertalsform (pluralis) – som i en bil, flera bilar. Tilläggsinformation till ordets grundbetydelse som ger information om antal kallas numerus, och numerus är alltså en grammatisk kategori i svenska substantiv.
Alternativen som står till buds inom en grammatisk kategori kallas grammem. Singularis och pluralis är grammem inom den grammatiska kategorin numerus i svenska substantiv.
I vidaste mening kan en grammatisk kategori spänna över flera ordklasser. Till exempel finns numerus också i svenska adjektiv: Säger vi röda bilar har  både adjektivet röda och substantivet bilar numerusformen pluralis.
En fullständig beskrivning av en grammatisk kategori innehåller tre uppgifter:
1. vilken begreppsdomän
2. vilket språk
3. vilken ordklass

som i exemplet numerus i svenska substantiv.
Liknande grammatiska kategorier finns skilda språk. Till exempel har engelska substantiv också numerus: one car, many cars. Men ingen grammatisk kategori är självklar i alla språk. Det kan synas självklart att verb behöver tidsformer, tempus, som arbetar – arbetade, och att ental och flertal behöver anges om föremål, men där finns språk som inte anger numerus på substantiv eller tempus på verb.

## Definition av grammatisk kategori

### Snävare definition
En grammatisk kategori är en uppsättning grammatiska särdrag (grammem) som
1. uttrycker betydelser från samma begreppsliga domän,
2. står i komplementär distribution till varandra, och
3. vanligen uttrycks på samma sätt.[3]

### Utvidgad definition
Den sista delen av definitionens beskrivning av grammem (”uttrycks på samma sätt”) kan modifieras. En utvidgad definition kan tillåta att olika grammem inom en grammatisk kategori markeras på olika sätt. Ofta innebär detta att grammem kan markeras på annat sätt än det dominerande uttryckssättet, som är renodlad ordböjning.

### Exemplifiering av snävare och utvidgad definition
Den snävare och den utvidgade definitionen skall här exemplifieras med den grammatiska kategorin standardsvenska verbtempus.
Tillämpas den snävare definitionen ovan, leder det till en analys av den grammatiska kategorin standardsvenska verbtempus i vilken endast två grammem urskiljs –
- presens (nutid) – redigerar, och
- preteritum (dåtid) – redigerade

– eftersom endast dessa två tempus uttrycks på det sätt som anses vara det grundläggande i svensk verbböjning: renodlad ordböjning (ändelser).
Tillämpas i stället den utvidgade definitionen av grammatisk kategori i analysen av svenska verbtempus finner vi att tempus också kan markeras med temporala hjälpverb. Då omfattar den grammatiska kategorin svenska verbtempus även
- futurum (framtid) – kommer att redigera, och
- perfektum (avslutad dåtid) – har redigerat

och flera andra sammansatta tempus. I sammansatta tempus uttrycks den temporala betydelsen helt eller delvis genom en grammatikaliserad förbindelse med hjälpverb (komma eller ha). Svenska verbtempus markeras alltså genom ett ”blandat” system: några tempus markeras genom tillägg av ändelser, andra med hjälpverb eller hjälpverb och ändelser:
- redigerade – ändelse
- kommer att redigera – hjälpverb
- har redigerat – hjälpverb och ändelse

Sammanfattningsvis kan man om exemplet tempus i svenska verb säga att denna grammatiska kategoris begreppsliga domän är När sker handlingen?, och grammemen står i komplementär distribution till varandra, eftersom svensk grammatik fordrar att ett verb har en och endast en av tempusmarkörerna: redigerade (dåtid), redigerar (nutid), kommer att redigera (framtid), och så vidare.

### Definition utan tekniskt språk
Grammatisk kategori kan förklaras utan tekniska vetenskapliga ord: En grammatisk kategori är extra information inom ett visst område, som språkets regler tvingar oss att lägga till till ett ords grundbetydelse, vilket sker genom att språket tvingar oss att välja en ur en grupp av informationsmarkörer och foga den till ordet. Ett exempel är, att varje gång en svensktalande talar om begreppet ”bil”, tvingar svenska språkets regler talaren att ange om hon/han tänker på ”en bil” eller ”bilar”, alltså ge extra information inom betydelseområdet antal.

## Grundläggande egenskaper hos begreppet ”grammatisk kategori”

### Inherenta och relationella grammatiska kategorier
I vissa fall uttrycker en grammatisk kategori något som är inneboende i en ordklass natur. Om man talar om ”en bil” eller ”bilar” framhålls något som är inneboende i substantivs natur, nämligen att vara ting som kan förekomma i ental eller flertal. Numerus är inneboende i substantivs natur (vilket inte betyder att numerus nödvändigt måste uttryckas i varje språk). Grammatiska kategorier som uttrycker något som på ett  påtagligt sätt är knutet till en ordklass kan kallas inherenta grammatiska kategorier.
I andra fall speglar böjningen av en ordklass en viss grammatisk kategori trots att det inte finns något naturligt samband mellan ordklassen och den grammatiska kategorin. Till exempel har adjektivet en flertalsform i frasen ”röda bilar”. Adjektivet ”röd” har en särskild flertalsform på svenska, trots att egenskapen ”röd” inte naturligt förekommer i flertal på samma sätt som tinget ”bil” förekommer i flertal. En sådan grammatisk kategori som numerus i adjektiv kan kallas en relationell grammatisk kategori, eftersom flertalsformen hos adjektivet beror på flertalsegenskapen hos det substantiv som adjektivet står i relation till.
Vi säger alltså ”röda bilar” enbart för att substantivet bilar är i plural. Byter vi till singular ändras adjektivet automatiskt: ”röd bil” – adjektivet står i envägsrelation till substantivet. Sådan ”överflödig” information slutar gärna att markeras när språk utvecklas: på engelska säger man ”one red car”, ”two red cars”, och i Norrland kan man säga ”bilarna är röd”.

### Skillnad mellan avledning och böjning
Avledning är att man skapar ett nytt ord genom att lägga till ett avledningsändelse. Ordet ”bilist” är ett helt annat ord än ”bil”. Bilist är alltså ingen böjningsform av bil, utan en avledning. Begreppet grammatisk kategori används enbart för att analysera ordböjning och liknande grammatiska markeringar, som inte ändrar ett ords grundbetydelse.

### Grammatiska kategoriers omfattning
Namnen på grammatiska kategorier kan användas på två sätt. Å ena sidan kan man syfta på flera olika ordklasser och olika språk när man nämner en viss grammatisk kategori. Till exempel säger vi att ”numerus” finns i flera ordklasser som substantiv, adjektiv, verb och pronomina, och vi säger att numerus finns i flera språk som svenska och tyska. Därför är numerus ett allmänt begrepp som spänner över flera ordklasser och språk.
Å andra sidan måste man specificera språklig varietet och ordklass när man företar en grundläggande analys av grammatisk kategori. Ett sådant specifikt fall är numerus i svenska substantiv. Analyserna i denna artikel avser:
- för det första alltid en viss språklig varietet (språk eller dialekt),
- för det andra alltid en viss ordklass i denna språkliga varietet.

## Grammatiska kategorier i standardsvenska
Den tekniska definitionen ovan kan synas intellektuellt svårtillgänglig. Följande stycke – grammatiska kategorier i standardsvenska – har försetts med utförliga kommentarer för att ge en djupare förståelse av begreppet grammatisk kategori.

### Grammatiska kategorier i standardsvenska substantiv
Grammatiska kategorier i standardsvenska substantiv är:
- numerus,
- bestämdhet, och
- kasus, vilket dock är omstritt och med goda skäl förkastas av många grammatiker.

#### Numerus i standardsvenska substantiv
I standardsvenska substantiv finns den grammatiska kategorin numerus. När man använder substantivet som har lemmat (ordboksformen) drottning, finns dessa antalsangivande former att välja på:
- drottning
- drottningar

Dessa två former av substantiv i standardsvenska kallas:
1. singularis (drottning)
2. pluralis (drottningar)[8]

Singularis och pluralis tillhör samma begreppsliga domän (Hur många?), och uppfyller således den första delen av definitionen av grammatisk kategori.
Singularis och pluralis står också i komplementär distribution till varandra: var gång ett standardsvenskt substantiv används måste det ha en och endast en av de två formerna singularis eller pluralis. Singularis och pluralis uppfyller således den andra delen av definitionen av grammatisk kategori.
Den tredje delen av (den snävare) definitionen är också uppfylld: de två grammemen singularis och pluralis anges på samma sätt, med suffix (ändelser).
| Grammem    | Ändelse                         |
| ---------- | ------------------------------- |
| singularis | ‐                               |
| pluralis   | ‐ar (eller ‐or, ‐er, ‐r, ‐n, ‐) |

Det finns flera deklinationer av svenska substantiv med olika pluraländelser (flicka – flickor, maskin – maskiner med flera), men det gör ingen principiell skillnad.
Nolländelsen i singularis är en fullgod ändelse eftersom den visar att det aktuella substantivet inte står i pluralis; detta följer av grammemens komplementära distribution.
Det finns även en nolländelse i pluralis av substantiv i sjätte deklinationen (ett rådjur – flera rådjur). Men teorin om en grammatisk kategori numerus med grammemen singularis och pluralis håller ändå streck, eftersom singularis markeras med den grammatikaliserade obligatoriska obestämda artikeln ”ett”. Till exempel finns i meningarna
- Jag såg ett rådjur i skogen
- Jag såg rådjur i skogen

en kontrast mellan singularis och pluralis enligt den utvidgade definitionen av grammatisk kategori.

#### Bestämdhet i standardsvenska substantiv
Bestämdhet, även kallat species, betyder att talaren kan välja mellan att referera till en sak som obestämd, icke tidigare nämnd, eller som bestämd, tidigare nämnd. Grammemen i den grammatiska kategorin species i standardsvenska substantiv kallas:
- obestämd form (drottning), och
- bestämd form (drottningen).[8]

Synonymerna indefinit form för obestämd form och definit form för bestämd form finns också på svenska, men är mindre vanliga.

En allmän anmärkning må här göras: Definitioner av grammems betydelse (som att obestämd form betyder ”icke tidigare nämnd”) skall icke hårdras eftersom grammem är mångtydiga (polysemiska). I frasen ”min bil” omtalas onekligen en bestämd bil, men bestämd artikel nyttjas ej, utan obestämd form används. Den gängse grammembeteckningen ”obestämd form” är inte fullt träffande. Men grammem beskrivs traditionellt på grundval av morfologin. Som exempel kan nämnas, att svenska substantiv antingen har eller saknar bestämd slutartikel, och därför räknar vi med två grammem, utan att ta hänsyn till alla skiftande sätt som ordformerna används på i verkligheten. Beteckningarna på dessa formal‐morfologiskt identifierade grammem blir nödvändigtvis ungefärliga.
Den bestämda slutartikeln i svenska substantiv kan vara ‑en eller ‑et beroende på substantivets genus:
| Grammem       | Ändelse    | Ändelse                 |
| ------------- | ---------- | ----------------------- |
| obestämd form | ‐          | ‐                       |
| bestämd form  | singularis | ‐en (eller ‐n, ‐et, ‐t) |
| bestämd form  | pluralis   | ‐na (eller ‐en)         |

I standardsvenska finns också bestämd framförställd artikel (den, det eller de). Detta gör ingen skillnad för analysen av bestämdhet, eftersom den framförställda artikeln bara används tillsammans med slutartikel i nutida standardsvenska i en nominalfras som innehåller adjektivattribut, till exempel den svenska drottningen. Framförställda artikeln lägger alltså inte till ny information.

#### Kasus i standardsvenska substantiv
Det är osäkert huruvida standardsvenska substantiv har kasus. Det finns visserligen två former, grundform och s‑genitiv, men s‑genitivens ställning som kasus har ifrågasatts därför att:
- kongruensböjning (*ens röds bils)[12] saknas[13]
- rektion (genitivform som styrs av verb eller preposition) saknas[13][14]
- s‑genitiven är en frasklitika som kan fogas till hela nominalfrasen[15][16]
- s‑genitiven är oföränderlig och opåverkad av det ord eller den fras den fogas till.[17]

Svenska Akademiens grammatik menar att standardsvenska har kasus, men att genitiv är nominalfrasens kasus, inte substantivets.
Om vi räknar med kasus som grammatisk kategori i standardsvenska substantiv finns i den grammatisk kategori två grammen grundform med nolländelse och genitiv med ändelsen ‑s:
- drottning
- drottnings

| Grammem   | Ändelse |
| --------- | ------- |
| grundform | ‐       |
| s‐genitiv | ‐s      |

#### Översikt över grammatiska kategorier i standardsvenska substantiv
Eftersom standardsvenska språkets regler tvingar talaren att ta ställning till tre frågor –
1. antal av X?
2. är X tidigare nämnd(a)?
3. äger X något?

– och det finns två alternativa grammem i var av dessa tre grammatiska kategorier, finns 23 = åtta möjliga former av standardsvenska substantiv.
| Grammatisk kategori | Grammatisk kategori | Grammatisk kategori | Ordform        |
| numerus             | species             | ”kasus”             | Ordform        |
| ------------------- | ------------------- | ------------------- | -------------- |
| singularis          | obestämd form       | grundform           | drottning      |
| singularis          | obestämd form       | s‐genitiv           | drottnings     |
| singularis          | bestämd form        | grundform           | drottningen    |
| singularis          | bestämd form        | s‐genitiv           | drottningens   |
| pluralis            | obestämd form       | grundform           | drottningar    |
| pluralis            | obestämd form       | s‐genitiv           | drottningars   |
| pluralis            | bestämd form        | grundform           | drottningarna  |
| pluralis            | bestämd form        | s‐genitiv           | drottningarnas |

I detta fall – grammatiska kategorier i substantiv – uppträder standardsvenska som ett agglutinerande språk, vilket betyder att varje grammem signaleras av ett morfem: drottning‑ar‑na‑s. Böjningsmorfemen radas upp efter varandra, utan att kombineras till en ändelse.
Samtliga böjningsformer av ett ord tillhör ett och samma lexem. böjningsformerna av drottning i tabellen ovan tillhör lexemet ᴅʀᴏᴛᴛɴɪɴɢ. Var och en av böjningsformerna kan kallas en lex. Symbolen för ett lexem skrivs med kapitäler för att poängtera att till exempel ”ᴅʀᴏᴛᴛɴɪɴɢ” står för hela mängden av böjningsformer (varje lex).
Genus har inte medtagits i översikten över grammatisk kategorier i standardsvenska substantiv av skäl som anges nedan.

### Grammatiska kategorier i standardsvenska adjektiv
Grammatiska kategorier i standardsvenska adjektiv är:
- komparation
- numerus
- genus
- sexus
- bestämdhet (species)

Till skillnad från substantiv kan standardsvenska adjektiv inte ha flera ändelser uppradade efter varandra.

#### Komparation i standardsvenska adjektiv
I standardsvenska adjektiv finns den grammatiska kategorin komparation (jämförelse). Komparation innebär att språkbrukaren anger hur mycket av en viss egenskap hon/han har i tankarna när hon/han använder ett visst adjektiv.
I svenska adjektiv finns tre olika former som uttrycker gradskillnad. När man använder adjektivet som har lemmat (ordboksformen) smal finns tre gradskillnadsformer att välja på:
- smal (ett icke specificerat mått av egenskapen smalhet)
- smalare (ett jämförelsevis större mått av egenskapen)
- smalast (det största måttet av egenskapen inom en viss jämförelsegrupp)

Dessa tre former (komparationsgrader) hos adjektiv i standardsvenska har namngivits:
1. positiv (smal, ful, viktig)
2. komparativ (smalare, fulare, viktigare)
3. superlativ (smalast, fulast, viktigast)[8]

| Grammem    | Ändelse |
| ---------- | ------- |
| positiv    | ‐       |
| komparativ | ‐are    |
| superlativ | ‐ast    |

#### Numerus i standardsvenska adjektiv
Förutom att kompareras kan adjektiv i alla svenska språkliga varieteter också böjas i numerus. Det är givetvis inte adjektivens semantiska innehåll som böjs i ental och flertal – det vore omöjligt att tala om ”*flera smal” – utan adjektivet kongruensböjs med det substantiviska huvudord som adjektivet är bestämning till i en nominalfras. I de två nominalfraserna
- en smal väg
- två smala vägar

har adjektivet en nolländelse i singularis, och ändelsen ‑a i pluralis. Vilken form av adjektivet som används beror på det substantiviska huvudordets numerus.
| Grammem    | Ändelse |
| ---------- | ------- |
| singularis | ‐       |
| pluralis   | ‐a      |

Numerus finns endast i den positiva komparationsgraden av standardsvenska adjektiv, icke i komparativ eller superlativ.

#### Grammatiskt genus i standardsvenska adjektiv
En tredje grammatisk kategori i svensk adjektivböjning är grammatiskt genus. I en nominalfras kongruensböjs ett adjektiv i överensstämmelse med det substantiviska huvudordets genus. Substantivet ”väg” har utralt genus (den‐genus, utrum‐genus) och substantivet ”sund” har neutralt genus (det‐genus):
- en smal väg
- ett smalt sund

| Grammem | Ändelse |
| ------- | ------- |
| utrum   | ‐       |
| neutrum | ‐t      |

Genus finns endast i den positiva komparationsgraden av svenska adjektiv, icke i komparativ eller superlativ.

#### Sexus i standardsvenska adjektiv
I många svensktalandes språk finns dessutom sexus i adjektivböjningen, det vill säga biologiskt kön:
- den smale mannen
- den smala kvinnan

| Grammem    | Ändelse |
| ---------- | ------- |
| maskulinum | ‐e      |
| femininum  | ‐a      |

Bruket av grammembeteckningarna maskulinum och femininum i sexus skall icke tolkas som att standardsvenska har maskulinum och femininum som grammatiska genera; indelningen av standardsvenska substantiv i maskulinum, femininum, reale eller realgenus och neutrum är förlegad.
Sexusböjning förekommer endast i den positiva komparationsgraden (om ens där), inte i komparativ eller superlativ.

#### Bestämdhet (species) i standardsvenska adjektiv
Slutligen böjs svenska adjektiv efter bestämdhet (species):
- en smal väg
- den smala vägen

| Grammem       | Ändelse |
| ------------- | ------- |
| obestämd form | ‐       |
| bestämd form  | ‐a      |

Speciesböjning förekommer endast i den positiva komparationsgraden, inte i komparativ, ej heller eller superlativ.

#### Endast en ändelse i adjektivböjning
Flera grammem kan i vissa fall markeras i böjningen av ett ord genom uppradning av suffix (se standardsvenska substantiv ovan). I standardsvensk böjning av adjektivets komparativform utnyttjas inte den möjligheten. Ändelsen ‑a har flera funktioner hos adjektiv. Följande former är därför identiska:
- den smala vägen (utrum bestämd form singularis)
- det smala sundet (neutrum bestämd form singularis)
- två smala vägar (utrum obestämd form pluralis)
- två smala sund (neutrum obestämd form pluralis)
- de smala vägarna (utrum bestämd form pluralis)
- de smala sunden (neutrum bestämd form pluralis)

Framförställda bestämda artiklarna den, det och de anger dock species i dessa fall.
Orsaken till att de grammatiska kategorierna genus, numerus och bestämdhet inte behöver markeras åtskilt i svenska adjektiv är att de är relationella, det vill säga de återspeglar det substantiviska huvudordets böjning snarare än något semantiskt innehåll hos adjektivet.

### Grammatiska kategorier i standardsvenska verb
De grammatiska kategorierna i standardsvenska verb är:
- tempus,
- modus,
- numerus (endast relikter),
- person (endast relikter), och
- diates.

#### Tempus i standardsvenska verb
I standardsvenska verb finns två enkla och upp till sex sammansatta tempus.
| presens – nutid                    | redigerar                                    |
| preteritum (imperfekt[um]) – dåtid | redigerade                                   |
| perfekt(um)                        | har redigerat                                |
| pluskvamperfekt(um)                | hade redigerat                               |
| futurum – framtid                  | skall redigera / kommer att redigera         |
| futurum preteriti                  | skulle redigera                              |
| futurum exaktum                    | skall ha redigerat / kommer att ha redigerat |
| futurum exaktum preteriti          | skulle ha redigerat                          |

Om tempus gäller vad som sagts ovan om beteckningar: Beteckningar på grammem täcker blott ungefärligt formernas användning i verkligt tal. Till exempel uttrycker ”nutids”formen (presensformen) åker inte nutid utan framtid (futurum) i meningen ”Jag åker i morgon”. Och säger man ”Om jag var förmögen skulle jag…” finns ingen dåtidsmening i preteritumformen ”var”.

#### Modus i standardsvenska verb
Modus är svårdefinierat, men man kan säga att modus handlar om möjliga eller verkliga världar och talarens attityd till dem. Om talaren säger

- ”Han gick hem” så avser talaren att kommunicera något om den verkliga världen; säger man
- ”Gå hem!” talar man om en möjlig värld som man uppmanar någon annan att skapa; och säger man
- ”Ginge han hem bleve det lugnare” talar man om en möjlig och önskad värld.

De tre nämnda modi kallas
- indikativ (verklighet),
- imperativ (befallning), och
- konjunktiv (overklighet) – denna modus är, som synes av exemplet ovan, icke fullt levande i nutida talad standardsvenska.[8]

##### Indikativ
Indikativ omfattar de tempusformer som omnämnts ovan. I traditionell grammatik kallas de två enkla tempusformerna presens indikativ och preteritum indikativ för att skilja dem från konjunktiv. En ändelse som ‑er har (hade) alltså en dubbel innebörd: den signalerar dels presens, dels indikativ. I detta fall uppför sig standardsvenska som ett flekterande språk.

##### Imperativ
Imperativ har blott en form som i första och tredje standardsvenska konjugationen är lika med infinitiven (hoppa! fly!), i andra och fjärde konjugationen lika med infinitiven minus ‑a (gräv! skriv!). Som en relikt finns en imperativform på ‑om i första person pluralis: Följom den urgamla seden!

##### Konjunktiv
Konjunktiv har i traditionell grammatik två tempusformer:
- presens konjunktiv (Han brinne i helvetet!), och
- preteritum (imperfekt) konjunktiv (Hällde du bensin på brunne det bättre.)

|            | presens     | preteritum                      |
| indikativ  | han brinner | han brann (pluralis: de brunno) |
| konjunktiv | han brinne  | han brunne                      |

I detta slag av standardsvenska, som var skriftspråk in på 1900‐talet, ser man drag av svenska som ett flekterande språk: ändelsen ‑e i brinne markerade både grammemet presens inom den grammatiska kategorin tempus, och grammemet konjunktiv inom den grammatiska kategorin modus.
I tabellen har den tidigare standardsvenska pluralformen i preteritum indikativ tagits med för att visa likheten med preteritum konjunktiv: brunno–brunne. Denna likhet mellan de två skriftspråkliga standardsvenska formerna (preteritum indikativ och preteritum konjunktiv) bidrog till att de båda kunde behållas bland språkbrukare som inte använde dem i talspråket. Jämför formerna med stamvokalen ‑å‑ i dessa citat: 
- De gåvo färg åt livet i Kiruna.
- Om de gåve mig hälften av allt de stjäl skulle jag ändå inte vilja leva tillsammans med dem.

Den traditionella benämningen ”presens konjunktiv” har ersatts av termen ”optativ” (önskeform) i modernare språkläror. I den mån optativformen alls nyttjas, används den för att uttrycka önskan: Herren välsigne dig!
Preteritum konjunktiv ersätts oftast av preteritum indikativ eller omskrivning med ”skulle”: Om jag vann på lotto skulle jag köpa en bil, snarare än Vunne jag på lotto köpte jag en bil.

#### Numerus och person i standardsvenska
De grammatiska kategorierna numerus och person av verb används inte i nutida standardsvenskt talspråk. I skriftspråk och vårdat föredrag gjordes fram till mitten av 1900‐talet skillnad på singularis och pluralis, och i bibeln fanns en personändelse i andra person pluralis fram till 2000.

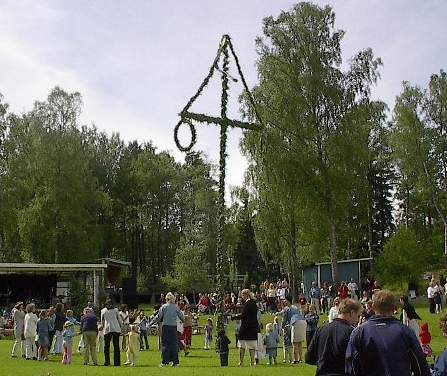
Svensktalande lär sig enstaka former för numerus i verb, grodor hava ej öron…

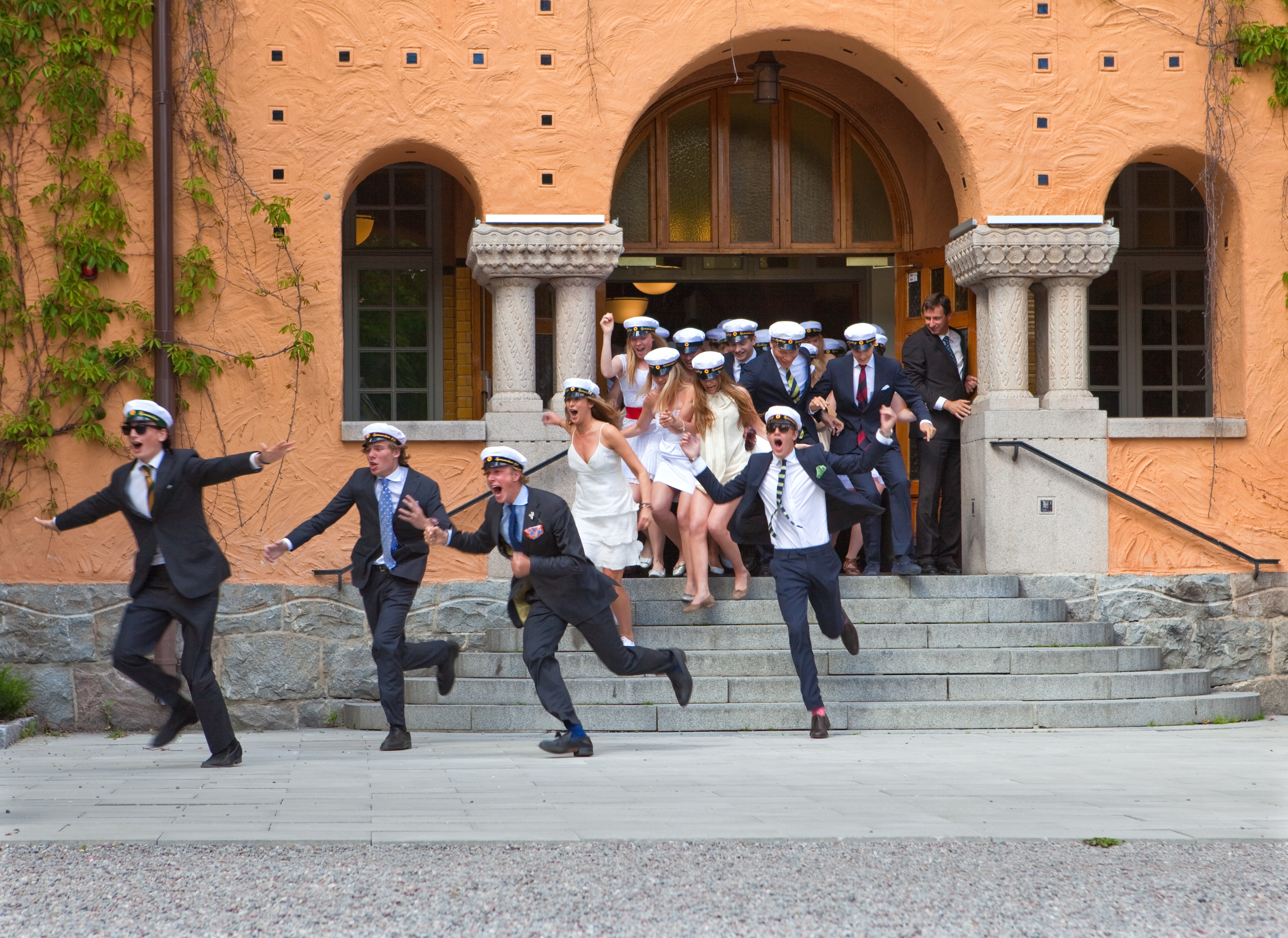
…och imperativ första person pluralis, sjungom = ”besjung!”, utan att veta om det.

|               | Singularis            | Pluralis          |
| Första person | jag lever             | vi leva           |
| Andra person  | du lever              | ni leva / I leven |
| Tredje person | hon han den det lever | de leva           |

#### Passiv kunskap om konjunktiv/optativformer, numerusformer och personformer
Alla som talar standardsvenska har passiv kunskap om former från de grammatiska kategorier och grammem som inte längre används i talspråket:
- Han leve!
- ej öron hava de
- Sjungom studentens lyckliga dar!

Att många svensktalande använder gammaldags former visar inte att flertalet svensktalande har kunskap om de gammaldags grammatiska kategoriernas funktion. Formerna används ofta fel, vilket visar att de finns i det språkliga minnet, men deras funktion är glömd. Till exempel utbrast Aftonbladet Hvad hvilja alliansen? i stället för det grammatiskt riktiga ”Hvad vill alliansen?”. Pluralformen ”vilja” (felstavad ”hvilja”) användes av Aftonbladet för att anknyta till det historiska talet ‟Hvad vilja Social‐Demokraterna” av August Palm, men Aftonbladets ledarskribent uppmärksammade inte att ”alliansen” är ett substantiv i ental.
Mycket tyder på att gammaldags grammem och grammatiska kategorier tolkas som pretentiösa variationer, som i detta citat från ett diskussionsforum: ”Okej, du äro förlåten”.

#### Diates i standardsvenska
Den grammatiska kategorin diates handlar om hur det logiska subjektet och det logiska objektet uttrycks i en sats, och dessa två aktörers relation till satsens predikatsverb. Om en katt fångar en mus är katten tankesubjekt (logiskt subjekt) och musen är logiskt objekt oavsett hur saken uttrycks. Det finns två grammem inom diates i standardsvenska, aktivum och passivum:
- Katten fångar musen (aktivum), och
- Musen fångas av katten (passivum).

I den senare satsen är musen formellt grammatiskt subjekt fastän dess möjligheter att utföra handlingar är obefintliga. Det passiva formens funktion är att framhäva det logiska objektet genom att placera det först i meningen. 
I passivum har satsens verb ändelsen ‑s i alla tempus:
- presens – fångas
- preteritum – fångades
- perfektum – har fångats

och så vidare.

### Grammatiska kategorier i standardsvenska pronomina och slutna ordklasser
I andra ordklasser än substantiv, adjektiv och verb har begreppet grammatisk kategori begränsad relevans eftersom de mindre, slutna ordklasserna oftast saknar ordböjning. Ett undantag är standardsvenska personliga pronomina, som har oregelbundna kasusformer. Dessutom finns i personliga pronomina former för person.
|                          | Nominativ       | Ackusativ           | Genitiv          |
| Första person singularis | jag             | mig                 |                  |
| Andra person singularis  | du              | dig                 |                  |
| Tredje person singularis | hon han den det | henne honom den det | hennes hans dess |
| Första person pluralis   | vi              | oss                 |                  |
| Andra person pluralis    | ni              | er                  |                  |
| Tredje person pluralis   | de              | dem                 | deras            |

Possessiva pronomina (min, din, vår, er) används i stället för genitiv i första och andra person. Man kan se att de tillhör en annan grupp eftersom de böjs i samma grammatiska kategorier som adjektiv.

## Grammatiska kategorier i svenska folkmål

### Genus och kasus
Fornsvenskan har utvecklats till två skilda grupper av språkvarieteter: dels olika former av standardsvenska, dels de genuina svenska folkmålen. Folkmålen är i dag nästan okända för folkmajoriteten i Sverige, och har inte mycket likhet med de utslätade regionala former av standardsvenska som idag kallas ”dialekter”. En stor skillnad är att genuina dialekter ofta har fler grammatiska kategorier och fler grammem inom de grammatiska kategorierna än standardsvenska.
Tre genus är allmänt bevarade i folkmål. Kasus i substantiv, adjektiv och pronomina finns i bondska i (det ursprungliga) Västerbotten, i jamska i Jämtland, i dalmål, och i gutniska mål. Kasusrikast är älvdalska inom dalmål, som även har kasus och genus i räkneord. Vidare finns genitiv som äkta kasus i proprier i nordlig sydsvenska och i götamålens kärnområde, varvid genitivsuffixen är verkliga morfologiska affix snarare än frasklitikor:
| Genus och substantivtyp               | Nominativ     | Genitiv         | Ändelse | Motsvarande ändelse i fornsvenska |
| ------------------------------------- | ------------- | --------------- | ------- | --------------------------------- |
| starka maskulina och feminina propria | Petrus, Agnes | Petrusa, Agnesa | ‐a      | ‐ar                               |
| svaga maskulina propria               | Göte          | Göta            | ‐a      | ‐a                                |
| svaga feminina propria                | Anna          | Anne            | ‐e      | ‐o                                |

Eftersom dessa mål är tvåvokalmål – har två vokaler i suffix (‑a och ‑e) mot fornsvenskans ‑a ‑e ‑o – har genitivändelsen i svaga femininer reducerats till ‑e.

### Verbböjning
Levande konjunktiv finns i östra Småland, icke blott i relikter som vore och finge utan allmänt i verb.
Numerus och person i verb står starkast i dalmål, men finns även i andra mål som nordlig sydsvenska:
| Presens       | Presens          | Presens        |
| ------------- | ---------------- | -------------- |
|               | Singularis       | Pluralis       |
| Första person | ja äter          | vi äten/ätem   |
| Andra person  | du äter          | ni/I äten      |
| Tredje person | hong/han/dä äter | doi äta        |
| Preteritum    |                  |                |
| Första person | ja aut           | vi auten/autem |
| Andra person  | du aut           | ni/I auten     |
| Tredje person | hong/han/dä aut  | doi aute       |

Liksom i genitivböjningen har fornsvenskt suffixalt o reducerats till e: ätem = ätom; aute = åto.

## Grammatiska kategorier i icke‐svenska språkliga varieteter
Olika språk kan ha mycket olika uppsättningar grammatiska kategorier; grammatiska kategorier som förefaller en svensktalande självklara kan saknas i många språk. Stora språk som kinesiska och vietnamesiska saknar numerus i substantiv. Betydelsen ”flera av något” kan givetvis uttryckas på sådana språk genom att säga ”vi har flera bil”, men de språken har ingen grammatisk kategori som omfattar singularis och pluralis, utan talaren uttrycker tanken ‟flera bilar” med ordval, inte genom att böja ordet ”bil”.
Å andra sidan har utomeuropeiska språk grammatiska kategorier som kan förefalla en svensktalande överraskande. I Kwak’wala‐språket i Kanada måste talaren ange huruvida ett föremål han omtalar är inom synhåll. Ändelser för ”synlighet” och ” osynlighet” fogas till orden för att uttrycka den grammatiska kategorin visibilitet.

## Användning av begreppet grammatisk kategori för karakteristik av en språklig varietets struktur
Begreppet grammatisk kategori kan användas för att kortfattat ge en överblick över en språklig varietet. I ett tänkt fall där en engelsktalande person som har visst kunskap om grammatik skall påbörja studier i standardsvenska, kan hon/han snabbt bibringas en uppfattning om utmaningens art. Standardsvenska adjektiv kan kortfattat och effektivt presenteras som en ordklass vilken böjs i komparationsgrad (vilket för en engelsktalande är välbekant) men dessutom böjs i numerus, bestämdhet, genus och sexus, vilket vore mer svårbemästrat för en engelsktalande.
I vetenskaplig lingvistik används på samma sätt denna terminologi för att snabbt beskriva språkliga varieteter. Språket guugu yimidhirr i Queensland beskrivs såsom böjt i kasus, numerus och person i deklinationen, och i aspekt, diates, modus och tempus i konjugationen. En svensktalande som vill lära sig detta språk kan ögonblickligen se, att hon/han inte behöver kämpa med genus i substantiv eller pluralformer av verb, men å andra sidan blir det en utmaning att lära sig kasus i substantiv och aspekt i verb.
Näst efter den typologiska indelningen av språk (agglutinerande språk, analytiska språk, flekterande språk med flera typer), torde en uppräkning av grammatiska kategorier vara det effektivaste sättet att beskriva en språklig varietets essens.
Begreppen grammatisk kategori och grammem har dock inte slagit igenom i den språkintresserade allmänhetens medvetande på samma sätt som de analogt bildade begreppen fonem inom fonologin och morfem inom formläran; ej heller är grammem lika känt som begreppet lexem. Till exempel används ordet ”grammem” inte i Svenska Akademiens språklära.